# Св. св. Йоаким и Ана (Лембет)
„Св. св. Йоаким и Ана“ (на гръцки: Αγ. Θεοπατόρων Ιωακείμ & Άννης Ευκαρπίας) е православна църква в солунския квартал Лембет, Гърция, енорийски храм на Неаполската и Ставруполска епархия.
Църквата е разположена на улица „Хадзидакис“ № 4, в южния край на Лембет край Околовръстния път, който свързва източната и западната част на Солун. Усилията за създаване на отделна енория започват в 2000 година. Основният камък на църквата е поставен на 5 юни 2005 година от митрополит Варнава Неаполски и Ставруполски.